# György Spiró
György Spiró (Budapest, 4 agosto 1946) è uno scrittore, drammaturgo e saggista ungherese che è emerso come una delle figure letterarie più importanti del suo paese nel dopoguerra.
È membro dell'Accademia di letteratura e arti Széchenyi.
Figlio di un ingegnere di Miskolc, città situata nell'est dell'Ungheria, si è laureato in letteratura ungherese e slava presso l'Università Eötvös Loránd (ELTE) di Budapest nel 1970 e ha completato i suoi studi in giornalismo e sociologia. All'inizio della sua carriera lavorativa si è occupato soprattutto di giornalismo, lavorando alla radio. Più recentemente, oltre alla scrittura, ha ricoperto il ruolo di professore associato precedentemente presso il Dipartimento di Letteratura Mondiale e presso l'Istituto di Teoria dell'Arte e Studi sui Media dell'ELTE.
Con le sue opere è riuscito a vincere numerosi premi, tra cui quello per il miglior dramma ungherese dell'anno. Il suo lavoro più noto è Chickenhead, scritto nel 1986, una rappresentazione dai temi semplici, che tratta della disillusione di un giovane delinquente, pieno di rabbia, per un'attesa riunione con il padre, persona da sempre con il vizio dell'alcol. Dramatic Exchange  lo ha descritto come "considerato da tutti il più importante spettacolo ungherese degli ultimi 20 anni".
Il suo stile d'avanguardia, in cui non mancano mai linguaggio volgare e personaggi al di fuori della sfera della rispettabilità, spesso sgomentava i critici ungheresi più tradizionali.
Il suo libro, Az Ikszek, pubblicato nel 1981, è un romanzo storico sul Teatro Nazionale della Polonia nei primi anni del XIX secolo, con Wojciech Bogusławski come protagonista. Il romanzo parla della lotta degli artisti contro la censura.
Ha pubblicato nel 2005 il romanzo Fogság (Schiavitù). Ambientato ai tempi dell'impero romano, precisamente negli anni in cui vi era al potere la dinastia giulio-claudia, segue le esperienze di un vagabondo ebreo di nome Uri. Le prime opere di Spiró evitavano temi ebraici, ma in quest'opera egli torna alle sue radici ancestrali.
Nel 2007 ha pubblicato Messiások (Messia), un altro romanzo storico, per il quale ha ricevuto il Premio Angelus. Il suo romanzo più recente è Tavaszi tárlat, di enorme successo, che descrive i primi giorni del regime di Janos Kádár.